# Gaoyunshan (sockenhuvudort i Kina, Jiangxi Sheng, lat 25,17, long 115,52)
Gaoyunshan är en sockenhuvudort i Kina. Den ligger i provinsen Jiangxi, i den sydöstra delen av landet, omkring 390 kilometer söder om provinshuvudstaden Nanchang. Antalet invånare är 6 957. Befolkningen består av 3 374 kvinnor och 3 583 män. Barn under 15 år utgör 20,0 %, vuxna 15-64 år 70 %, och äldre över 65 år 8,0 %.
Runt Gaoyunshan är det ganska tätbefolkat, med 120 invånare per kvadratkilometer. Närmaste större samhälle är Sanbiao, 15,7 km söder om Gaoyunshan. I omgivningarna runt Gaoyunshan växer i huvudsak blandskog.
Genomsnittlig årsnederbörd är 1 936 millimeter. Den regnigaste månaden är maj, med i genomsnitt 372 mm nederbörd, och den torraste är oktober, med 18 mm nederbörd.